# 제 선왕

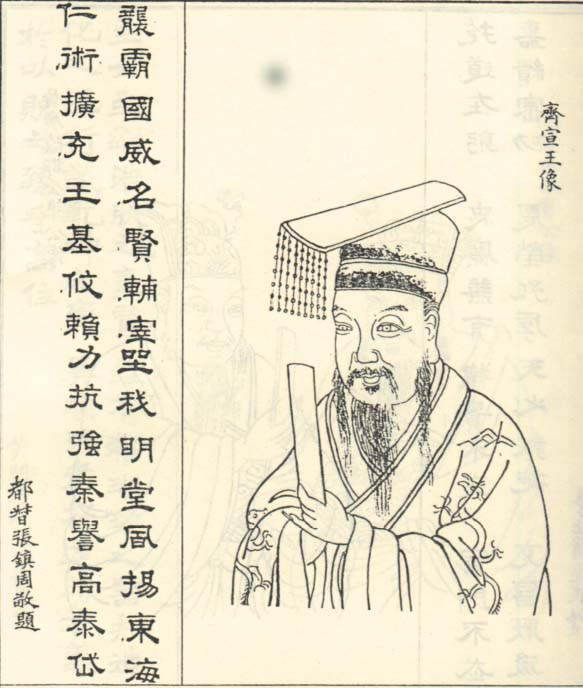
제선왕

제선왕(齊宣王, ? ~ 기원전 301년)은 중국 전국시대의 왕조 중 하나였던 제나라(전제,齊,田齊)의 제5대 국왕(재위: 기원전 319년 ~ 기원전 301년)이다. 성은 규(嬀), 씨는 전(田), 휘는 벽강(辟彊)이다.

## 생애
얼마 지나지 않아 제 위왕이 죽고 그의 아들 제 선왕이 즉위했다. 유세가 소진이 오자 객경으로 모셨다.
제 선왕 때 제나라는 강해졌다. 그것만 믿고 제 선왕은 점차 술과 여자에 빠지기 시작했다. 전국시대 때 제나라에 제선왕이라고 부르는 군주가 있었다. 그는 음악을 좋아했는데, 특히 우(생황) 음악 합주를 좋아했다. 우를 부는 악대가 클수록 그는 음악 듣는 것이 더욱 흥이 났다.
제 선왕이 맹자(孟子)를 호화스런 궁전에 초대를 하였다. 사회 계급 질서의 안정과 봉건적 지배 체제의 확립을 이상(理想)으로 삼은 맹자가, 양 혜왕(梁惠王), 제선왕(齊宣王), 등 문공(滕文公) 등에게 제창한 정치이론을 실현하고자 한 노력과 열의는 당연한 일이었다.
그의 곁에 후궁에서 왕후가 된 종리춘(種離春)이라는 여자가 있었는데, 사람들이 놀랄 정도의 용모를 지니고 있었으나, 그녀의 뜻은 컸다. 종리춘의 외모는 못생겼지만 내면은 아름다웠다. 예쁜 여자들이 추한 이름을 남긴 반면, 그녀는 향기로운 이름을 남겼다.

## 같이 보기
- 전교사

| 전 임 위왕 인제 | 제5대 제나라(전제) 국왕 기원전 319년 ~ 기원전 301년 | 후 임 민왕 지 |